# Монтоне (Терамо)
Монтоне (итал. Montone) је насеље у Италији у округу Терамо, региону Абруцо.
Према процени из 2011. у насељу је живело 291 становника. Насеље се налази на надморској висини од 210 м.